# Lukáš Masopust
Lukáš Masopust (Božejov, 12 febbraio 1993) è un calciatore ceco, centrocampista dello Slovan Liberec e della Nazionale ceca.

## Carriera

### Club
Ha sempre giocato nel campionato ceco.

### Nazionale
Con la nazionale Under-21 del proprio paese ha disputato i campionati europei di categoria nel 2015.

## Palmarès

### Club

#### Competizioni nazionali
- Campionato ceco: 3

Slavia Praga: 2018-2019, 2019-2020, 2020-2021
- Coppa della Repubblica Ceca: 3

Slavia Praga: 2018-2019, 2020-2021, 2022-2023